# Armido Torri
Armido Torri (* 5. November 1938 in Oliveto Lario; † 23. Januar 2022 in Opera) war ein italienischer Ruderer.

## Biografie
Armido Torri wurde bei den Olympischen Sommerspielen 1960 in Rom in der Achter-Regatta mit dem italienischen Boot Sechster.
Bei den Mittelmeerspielen 1963 gewann Torri mit Stefano Martinoli die Silbermedaille im Doppelzweier.